# 자발 과정
열역학에서 자발 과정(自發過程)(spontaneous process) 또는 자발적 과정은 시스템에 대한 외부 입력 없이 발생하는 과정이다. 보다 기술적인 정의는 자유 에너지(thermodynamic free energy)를 방출하고 더 낮고 열역학적으로 안정된 에너지 상태(열역학적 평형에 더 가까운)로 이동하는 계의 시간 진화이다. 자유 에너지 변화에 대한 부호 관례는 열역학 측정에 대한 일반적인 관례를 따른다. 여기서 시스템에서 자유 에너지의 방출은 시스템 자유 에너지의 음의 변화와 주변(Environment (systems)) 자유 에너지의 양의 변화에 해당한다.

## 같이 보기
- 강유전성
- 자유 에너지